# Széchényi Pál (katona)
Gróf Széchenyi Pál Ágost (Budapest, 1918. szeptember 8. – Budapest, 1944. november 23.) magyar földbirtokos, katona, ellenálló a második világháború idején.

## Élete
Széchényi György gróf, zempléni főispán és vázsonykői Zichy Anasztázia grófnő fia, Testvérei: Ferenc, Ágost, György, Benedek.
A második világháború idején besorozták a hadseregbe, tartalékosként a nagyrákosi gyakorlótéren teljesített szolgálatot. Itt került kapcsolatba a Kiss János vezette ellenállási mozgalommal, amely a nyilas uralom megszüntetését, a németek kivonulását és a háborúból való kiugrást akarta elérni. A szervezkedőket Mikulich Tibor páncélos főhadnagy árulása nyomán leleplezték és elfogták. Széchenyi, amikor tudomást szerzett erről, Messik Jánossal együtt megkísérelte kiszabadítani Kiss Jánosékat a Radó Endre vezette csendőrök kezei közül, akikkel vívott tűzharcban Messik azonnal meghalt, Széchenyi pedig súlyos sebeket szerzett, amibe másnap belehalt. A háború után a Minisztertanács posztumusz tartalékos főhadnaggyá léptette elő. Monokon a Széchenyiek családi kriptájában helyezték örök nyugalomra.